# Georges Lauweryns
Georges Lauweryns, né le 9 août 1884 à Bruxelles et mort le 16 février 1960 à Nice, est un pianiste, chef d'orchestre et compositeur classique, d'origine belge, naturalisé français en 1925,.

## Biographie
Georges Lauweryns accompagne le violoniste Fritz Kreisler le 7 mars 1909 à la salle Patria à Bruxelles, dans le cadre du cinquième concert d'abonnement de la saison 1908-1909 des Concerts Ysaÿe; le programme de cette séance comprend plusieurs pièces que Kreisler fait passer pour des compositions de maîtres anciens, dont le Prélude et Allegro faussement attribué à Pugnani.